# 유영 (성우)
유영(1997년 3월 7일 ~ )은 대한민국의 성우로, 2018년 CJ ENM 성우극회 공채 10기로 입사했다.

## 출연 작품

### 애니메이션
- 꼬마곰 학교 재키와 케이티 - 울리, 해리
- 꼬마곰 학교 제빵사 재키와 해님의 케이크 - 민디
- 나루토 질풍전 - 아미노
- 뉴 뿌까 - 수다, 원 외
- 도깨비언덕에 왜 왔니? - 섬둥 엄마
- 디지몬 고스트 게임 (재능TV) - 윤푸른, 엠마 헤인즈, 마리
- 레이튼 미스터리의 탐정사무소 ~카트리에일의 수수께끼 파일~ - 레오 외
- 로보카 폴리(EBS) - 드로니
- 미피의 모험 - 의사선생님
- 명탐정 코난 16기
- 명탐정 코난 17기 - 나혜미, 도지나/핑크
- 바쿠간 배틀 플래닛 - 매기, 디
- 벅스봇 이그니션 - 신보라
- 변신기차 로봇트레인S2 - 잔느, 돌로
- 별별고양이 맥스와 가크 - 자넷, 사회자(여)
- 베이블레이드 버스트 초제트 - 어린 수오
- 베이블레이드 버스트 GT
- 보루토 - 우즈마키 히마와리, 이토이 츠루
- 스피드광 나무늘보 안드레 - 클레오, 사이먼, 파파유, 프란신
- 원피스: 에피소드 오브 스카이피아(투니버스) - 어린와이퍼
- 요괴워치 시즌 4 - 마드모아이젤
- 요괴워치 섀도사이드 - 어린 천사랑, 수연, 송화, 왕눈, 럭키스네이크 외 각종 단역
- 유레카! 발명왕 키트 - 지오 엄마, 유리, 아폴로 동생
- 신비아파트: 고스트볼X의 탄생 두 번째 이야기 - 입질쟁이(연지), 김유진 외 각종 단역
- 신비아파트 고스트볼 더블X: 6개의 예언 - 최시윤 외 각종 단역
- 신비아파트 고스트볼 더블X: 수상한 의뢰 - 지예, 블랙아이드 차남 외 각종 단역
- 신비아파트 고스트볼Z - 이도은, 여왕 등서귀
- 안녕! 보노보노 - 도리도리
- 전설의 마법 쿠루쿠루 - 꽃의 정령
- 조조조 좀비군(조조좀비) - 진흙 드래곤 등
- 짱구는 못말려 18기
- 짱구는 못말려 19기 - 강은서
- 차징 탑스피너 - 우진
- 카드캡터 체리 (2018/투니버스재더빙) - SHOT, The Nothing
- 카드캡터 체리 클리어 카드 - 체육선생님, 치어리딩부장
- 피라타는 꼬마해적 - 피라타
- 포켓몬스터 W - 라일라
- 알쏭달쏭 캐치! 티니핑 (재능TV) - 아라핑
- 파파독 2기 (KBS)
- 티티 체리 (KBS) - 베리(티티 베리),  나르숑, 쿠쿠냥, 마부리, 스타핀, 톡빼미, 모팔카, 차쿤
- 티티 체리 스폐셜 (KBS 키즈) - 베리, 나르숑
- 토마스와 친구들 - 브렌다, 안안, 데이지, 아시마(투니버스판), 클라라벨, 찰스 왕자
- 원더풀 프리큐어! (재능TV) - 고겨울(큐어 냐미)

### 극장용 애니메이션
- 짱구는 못말려 극장판: 아뵤! 쿵후 보이즈 ~라면대란~
- 극장판 카드캡터 체리: 봉인된 카드(2018 투니버스 재더빙) - 무의 카드(The Nothing)
- 극장판 요괴워치: 섀도우 사이드 도깨비 왕의 부활 - 송화, 수연, 왕눈
- 나루토 더 라스트 (투니버스 재더빙) - 우즈마키 히마와리
- 명탐정 코난 - 전율의 악보
- 명탐정 코난 - 제로의 집행인
- 명탐정 코난 - 감청의 권
- 보루토: 나루토 더 무비 (투니버스 재더빙) - 우즈마키 히마와리
- 신비아파트: 금빛 도깨비와 비밀의 동굴
- 극장판 신비아파트: 하늘도깨비 대 요르문간드
- 소피와 드래곤: 마법책의 비밀
- 굴뚝마을의 푸펠 (영화) - 루비치
- 짱구는 못말려 극장판: 수수께끼! 꽃피는 천하떡잎학교 - 호나비

### 특촬물
- 미라클 멜로디 (투니버스)
- 퓨어엔젤 미라클 매직 (투니버스) - 데이지, 라라냥

### OST
- 베이블레이드 버스트 초제트 BEY-POP
- 베이블레이드 버스트 초제트 베이팝 스윙
- 짱구는 못말려 극장판: 아뵤! 쿵후 보이즈 ~라면대란~

### 게임
- 에란트: 헌터의 각성 - 키티, 마하
- 얼티밋 스쿨 - 맹파
- 샤이닝니키 - 바다
- 오션 런너 - 돌고래
- 쿠키런: 킹덤 - 달토끼맛 쿠키
- 데스티니 차일드 - 메시에